# Sierra de la Peñascosa

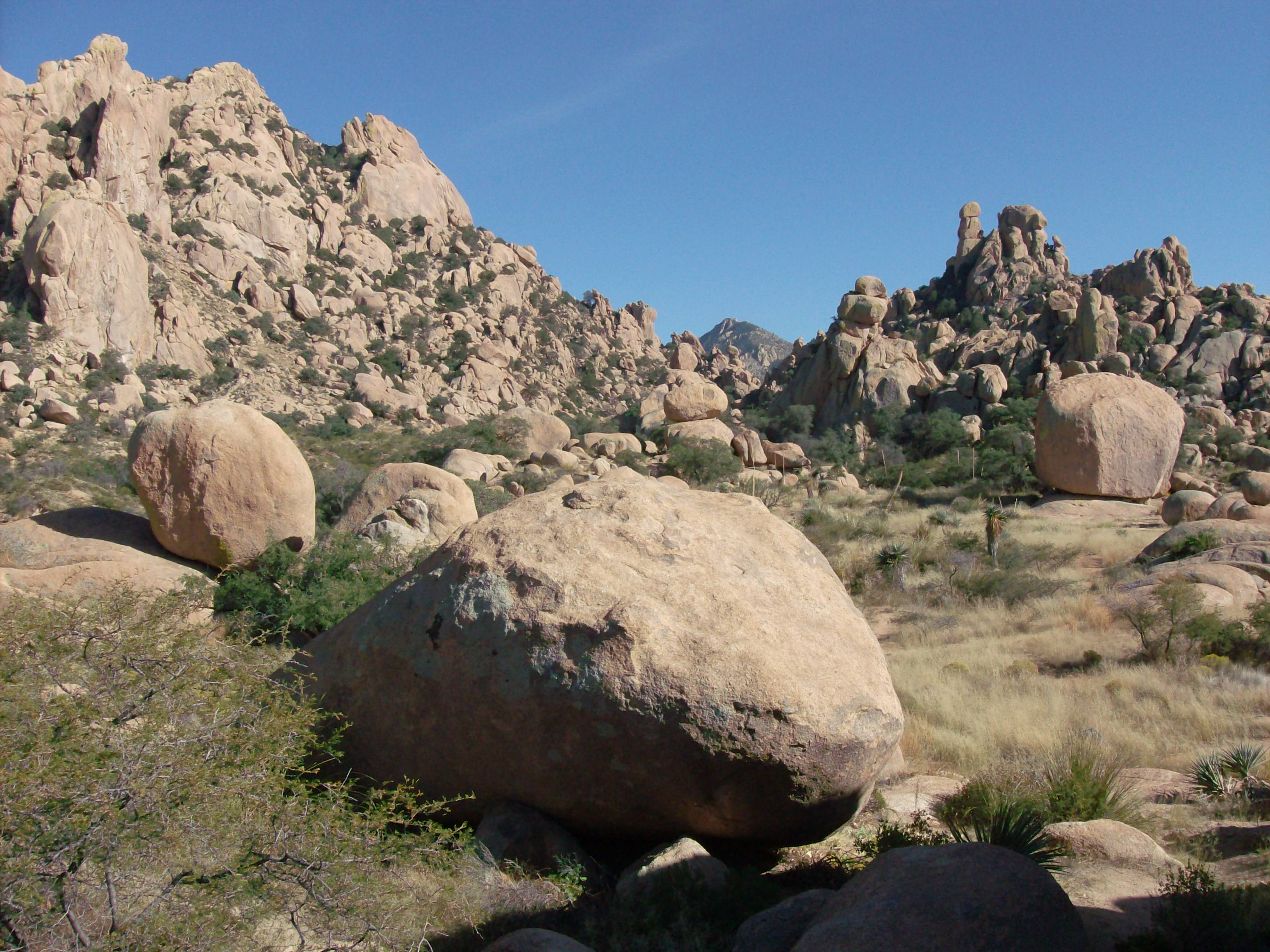
Sierra de la Peñascosa. (Dragoon Mountains) Arizona.

La sierra de la Peñascosa (en inglés: Dragoon Mountains) es una alineación montañosa ubicada en el condado de Cochise en Arizona. La sierra tiene una longitud de 40 km, dirigiéndose en dirección sursureste cerca del pueblo de Willcox.

## Geografía
La sierra es parte de las islas del Cielo. El monte Glenn con sus 2292 m es el punto más elevado de la sierra de la Peñascosa. La sierra formó durante algún tiempo al bosque nacional de Dragoon, establecido en el año 1907 y posteriormente se unió al bosque nacional de Coronado en el año 1908, como parte del distrito de ranger de Douglas.

## Historia
La sierra fue reconocida por la expedición de Zúñiga, que denominó Bolas de la Peñascosa a uno de sus picos; también formaba parte de uno de los senderos españoles en el sur de Arizona durante la colonización.
El guerrero Cochise y su armada venció a una pequeña fuerza de los soldados confederados en este sitio durante la primera batalla de Dragoon Springs, pero fue derrotado en la segunda batalla de Dragoon Springs un par de días después. En sus laderas se encuentra el parque en memoria de la Valentía de Cochise cerca del monte Glen en el lado este del pueblo histórico de Tombstone que se encuentra en la ladera suroeste de la sierra.